# Бокео (коммуна)
Бокео́ (фр. Boqueho, брет. Boskazoù, галло Boco) — коммуна во Франции, находится в регионе Бретань. Департамент — Кот-д’Армор. Входит в состав кантона Плело. Округ коммуны — Генган.
Код INSEE коммуны — 22011.

## География
Коммуна расположена приблизительно в 400 км к западу от Парижа, в 105 км северо-западнее Ренна, в 15 км к западу от Сен-Бриё.

## Население
Население коммуны на 2016 год составляло 1 081 человек.
| 1962 | 1968 | 1975 | 1982 | 1990 | 1999 | 2010 | 2016 |
| ---- | ---- | ---- | ---- | ---- | ---- | ---- | ---- |
| 729  | 828  | 755  | 766  | 791  | 849  | 1067 | 1089 |

## Администрация
| Период    | Период       | Фамилия       | Партия       | Примечания |
| --------- | ------------ | ------------- | ------------ | ---------- |
| 2001      | 2008         | Ролан Бриан   | Разные левые |            |
| март 2008 | декабрь 2008 | Тьерри Ожель  | Разные левые |            |
| 2014      |              | Беатрис Танги | Разные левые | служащая   |

## Экономика
В 2007 году среди 616 человек в трудоспособном возрасте (15—64 лет) 449 были экономически активными, 167 — неактивными (показатель активности — 72,9 %, в 1999 году было 68,0 %). Из 449 активных работали 425 человек (239 мужчин и 186 женщин), безработных было 24 (9 мужчин и 15 женщин). Среди 167 неактивных 81 человек были учениками или студентами, 33 — пенсионерами, 53 были неактивными по другим причинам.

## Достопримечательности
- Часовня Нотр-Дам (XVI век). Исторический памятник с 1946 года[3]
- Два менгира Кергоф (эпоха неолита). Исторический памятник с 1966 года[4]
- Придорожный крест Св. Иво (XVI век). Исторический памятник с 1927 года[5]
- Монументальный крест Бомильо (XVII век). Исторический памятник с 1926 года[6]

## Фотогалерея
- Часовня Норт-Дам-де-Питэ
- Распятие около входа в часовню
- Менгир
- Придорожный крест Св. Иво
- Источник у часовни